# Wilki Live
Wilki Live – koncertowy bootleg zespołu Wilki.
Album będący zapisem koncertu, jaki zespół zagrał w krakowskim studiu TVP Łęg w 1993 roku, ukazał się w roku 2002 po sukcesie albumu 4. Wydanie albumu nie zostało uzgodnione z managerem zespołu ani z samymi muzykami, co doprowadziło do konfliktu Wilków z firmami Sony Music Entertainment Poland i MJM.

## Lista utworów
źródło:.
1. „Nie zabiję nocy” – 4:16
2. „Crazy Summer” – 3:10
3. „Moja Baby” – 3:47
4. „Nasze przedmieścia” – 3:47
5. „Nic zamieszkują demony” – 4:08
6. „Eli Lama Sabachtani” – 3:58
7. „Amiranda” – 4:07
8. „Indian Summer” – 3:57
9. „Jeden raz odwiedzamy świat” – 4:24
10. „Cień w dolinie mgieł” – 3:07
11. „Na przekór bogom” – 2:36
12. „Aborygen” – 3:46
13. „Son Of The Blue Sky” – 4:58
14. „Kiedy nie ma już nic” – 4:45
15. „Benjamin” – 4:07
16. „N'Avoie” – 2:46
17. „Ballada Emanuel” – 4:38

## Wykonawcy
źródło:.
- Robert Gawliński – wokal, gitara akustyczna
- Mikis Cupas – gitara solowa
- Marek Chrzanowski – gitara basowa
- Andrzej Smolik – instrumenty klawiszowe
- Marcin Szyszko – perkusja

oraz gościnnie:
- Jan Kudyk – trąbka
- Leszek Szczerba – saksofon